# Les Escargots du sénateur
Pour plus de détails, voir Fiche technique et Distribution.
Les Escargots du sénateur (Senatorul melcilor) est un film roumain réalisé par Mircea Daneliuc, sorti en 1995.

## Fiche technique
- Titre original : Senatorul melcilor
- Titre français : Les Escargots du sénateur
- Réalisation et scénario : Mircea Daneliuc
- Costumes : Andreea Hasnas
- Photographie : Doru Mitran et Petre Petrescu
- Montage : Melania Oproiu
- Musique : Petru Margineanu
- Pays d'origine : Roumanie
- Format : Couleurs - 35 mm
- Genre : comédie dramatique
- Durée : 100 minutes
- Date de sortie :
  - France : mai 1995 (Festival de Cannes 1995)

## Distribution
- Dorel Visan : sénateur Vartosu
- Cecilia Bârbora : Tudorache Ciresica
- Clara Voda : journaliste
- Madeleine Thibeault : journaliste
- Dan Chisu : journaliste
- Haralambie Boros : maire
- Florin Zamfirescu : maire adjoint
- Constanta Comanoiu : mère de Ciresica

## Distinction

### Sélection
- Festival de Cannes 1995 : sélection en compétition